# Площадь Независимости (Астана)
Площадь Независимости (каз. Тәуелсіздік алаңы) — главная площадь Астаны, столицы Казахстана.

## Расположение
Площадь Независимости расположена в Алматинском районе Астаны. По форме представляет собой правильный прямоугольник, вытянутый с юго-юго-запада на северо-северо-восток вдоль проспекта Тауелсиздик. В поперечном направлении площадь ограничивают улицы Байтурсынова и Нажимеденова.

## Архитектурный ансамбль
В центре площади установлен монумент «Казах ели» — символ свободы и процветания Казахстана.
Вокруг площади располагаются следующие объекты (по часовой стрелке):
- Мечеть Хазрет Султан;
- Казахский национальный университет искусств;
- Стена мира;
- Дворец Независимости;
- Национальный музей Республики Казахстан;
- Дворец мира и согласия и Президентский парк.

## События
Площадь возникла в 2009 году одновременно с сооружением монумента «Казах ели», её центрального объекта. Вокруг монумента расположено несколько скульптурных групп и фонтанов.
В сентябре 2015 года на площади проходили торжества по случаю 550-летия образования Казахского ханства. В ходе торжеств площадь преобразовывалась в историческое село.
На площади Независимости проходят военные парады по случаю Дня защитника отечества и Дня конституции. Во время парада 7 мая 2015 года, посвящённого 70-летию Победы, состоялась церемония выноса копии Знамени Победы.
Площадь является местом проведения праздничных мероприятий по случаю Навруза. К Новому году на площади устраивают ледовый городок.

## Галерея
- Скульптурная группа на площади
- Слева направо: Казахский национальный университет искусств, монумент «Казах ели», Дворец Независимости
- Многоцелевой БПЛА Wing Loong на военном параде по случаю Дня защитника Отечества.
- БРМ SandCat на военном параде
- Мечеть Хазрет Султан